# Marcelo (magister equitum)
Marcelo (Marcellus) (fl. 350 – 357) fue un militar romano oriental. Ocupó el cargo de magister equitum per Gallias entre los años 356 y 357 bajo el gobierno del césar Juliano.
Nació en Serdica (la actual Sofía, en Bulgaria) a inicios del siglo IV. La primera noticia que se tiene de él es su nombramiento por Constancio II al frente de los comitatenses de la Galia como sustituto de Ursicino. Esto hace lógico pensar que hubiese desarrollado antes una meritoria carrera dentro del ejército oriental y que acompañase a Constancio durante su guerra civil contra Magnencio que finalizó en 353 con la sangrienta batalla de Mons Seleucus. Constancio II fue consciente de que antes de volver a Oriente debía dejar a una persona de su familia al cargo de la mitad occidental para evitar, así, las usurpaciones. El elegido fue su primo Juliano quien, hasta ese momento no había ejercido funciones de gobierno y que fue nombrado césar para Occidente. Debido a su inexperiencia, le asignó a un equipo de su confianza entre los que se incluía el militar Marcelo. 

Recreación de Colonia Claudia Ara Agrippinensium (la actual Colonia). Su liberación de los francos en 356 fue una de las acciones más destacadas de Marcelo.

Tras su nombramiento en Milán en noviembre de 355, Juliano se dirigió al norte de la Galia en el verano de 356 y se encontró en Reims con el ejército de campo de la Galia comandado por Marcelo. Desplazaron a las tropas hacia el Rin para enfrentarse a los invasores bárbaros que habían cruzado el río y consiguieron vencer a los alamanes y recuperar Brumath (en la actual Alsacia). Tras ello, continuaron río abajo hacia el norte para atacar a los francos quienes, por su parte, habían ocupado Colonia diez meses antes. Volvieron a tener éxito y también liberaron la ciudad. Al final del otoño se interrumpió la campaña y el ejército se distribuyó por las principales ciudades para defenderlas durante el invierno. Juliano, por su parte, se acuarteló en Sens con un pequeño grupo de soldados.´
Parece que la relación entre Juliano y los altos generales del ejército no fue buena ya que estos sintieron que el nuevo césar menospreciaba su autoridad. De esta manera, cuando los francos sitiaron Sens ese invierno no enviaron tropas para ayudarle. Enterado el emperador Constancio de esta falta de colaboración, nombró a Severo magister equitum e hizo venir a Milán a Marcelo y Ursicino. Se realizó una investigación sobre lo sucedido; el emperador escuchó las versiones de los militares y del enviado de Juliano, tomó parte por su primo y destituyó a Marcelo.
Marcelo se retiró a su ciudad natal, Serdica, donde pasó los siguientes años hasta su fallecimiento. Cuando Juliano se convirtió en emperador temió que tomase represalias contra él, cosa que no sucedió a pesar, incluso, de que su hijo participó en una conspiración contra el emperador y fue ejecutado por ello.